# Erich Hauser

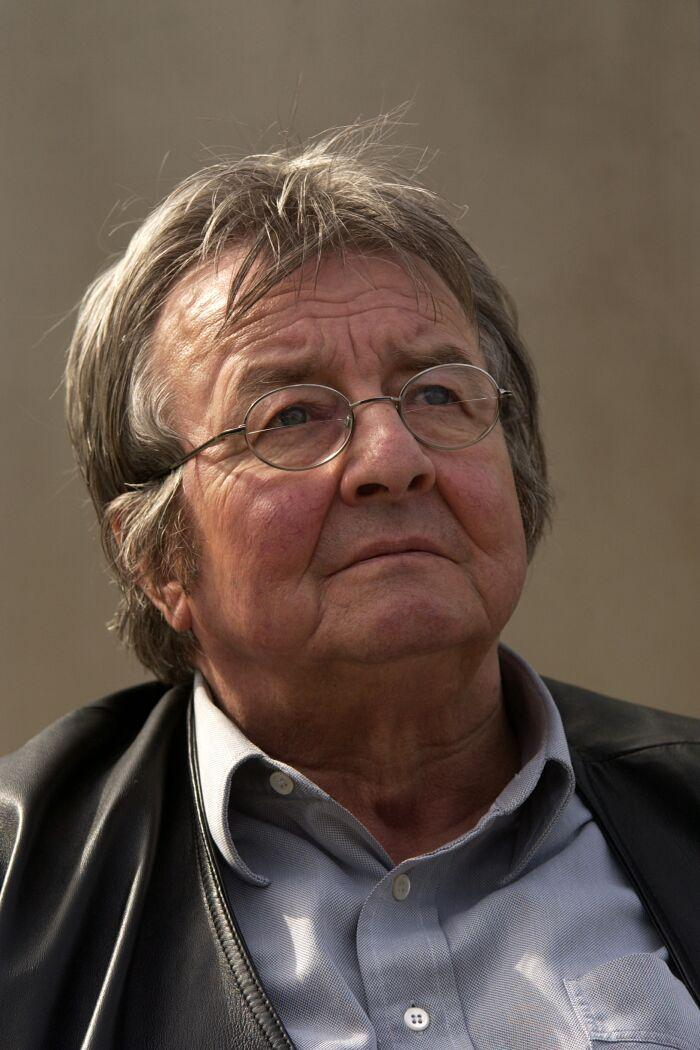
Erich Hauser

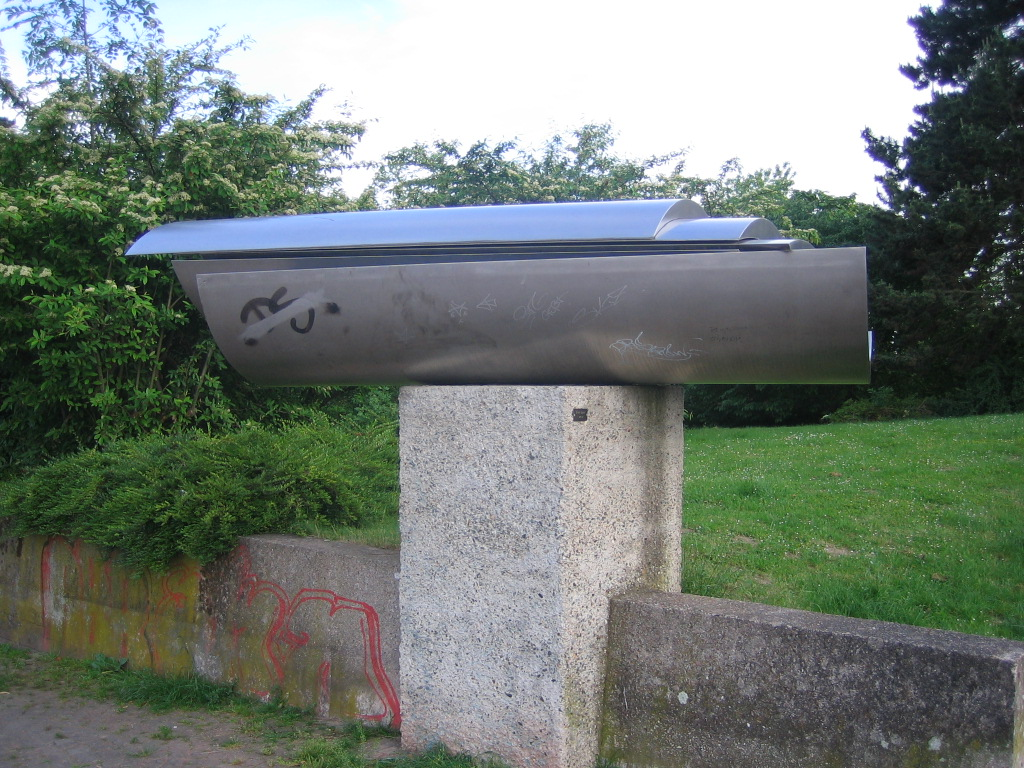
Plastik von Erich Hauser in Kassel, 1972/1973

Erich Hauser (* 15. Dezember 1930 in Rietheim-Weilheim; † 28. März 2004 in Rottweil) war ein deutscher Bildhauer, der vor allem durch seine Werke im öffentlichen Raum aus Edelstahl bekannt ist.

## Leben
Erich Hauser absolvierte von 1945 bis 1948 eine Ausbildung als Stahlgraveur. Er wurde zudem bei Pater Ansgar im Kloster Beuron im Zeichnen und Modellieren unterrichtet. Danach studierte er an der Freien Kunstschule in Stuttgart. Er besuchte Abendkurse der Bildhauerklasse.
Ab 1952 war Erich Hauser als freischaffender Bildhauer und Künstler tätig, zunächst in Schramberg, später in Dunningen. Er war inspiriert von Plastiken des spanischen Künstlers Pablo Picasso und des italienisch-französischen Künstlers Berto Lardera.
Er orientierte sich in der Handhabung von Metallen an der zeitgenössischen informellen Malerei Anfang der 1950er Jahre. Zunächst hinterließ er noch deutlich Bearbeitungsspuren, bis er für sich die geglättete Oberfläche entdeckte. Ab 1962 verwendete er industriell vorgefertigte Stahlplatten. Damit einher ging die Auseinandersetzung mit geometrischen Grundformen und technischen Bauelementen, die schon Hausers erste eigenständige Werke kennzeichneten. Aus komponierten Flächen schuf er hohle, von allen Seiten anschaubare, konstruierte Plastiken mit kantigen Graten und Gruben. Die Skulpturen sind nicht begehbar. Er fügte die metallischen Versatzstücke in der Art zusammen, dass sie im Endstadium zu regelmäßigen Raumkörpern wurden. Es entstanden Kugeln, Würfel und Tetraeder. Gekennzeichnet sind diese Arbeiten durch ihr Tendieren nach einem Zerbrechen, einem Zerfallen in Trümmer oder einem waghalsigen Balancieren. 1964, 1968 und 1977 nahm er an der documenta III, der 4. documenta und der documenta 6 in Kassel teil und erlangte damit seinen künstlerischen Durchbruch.

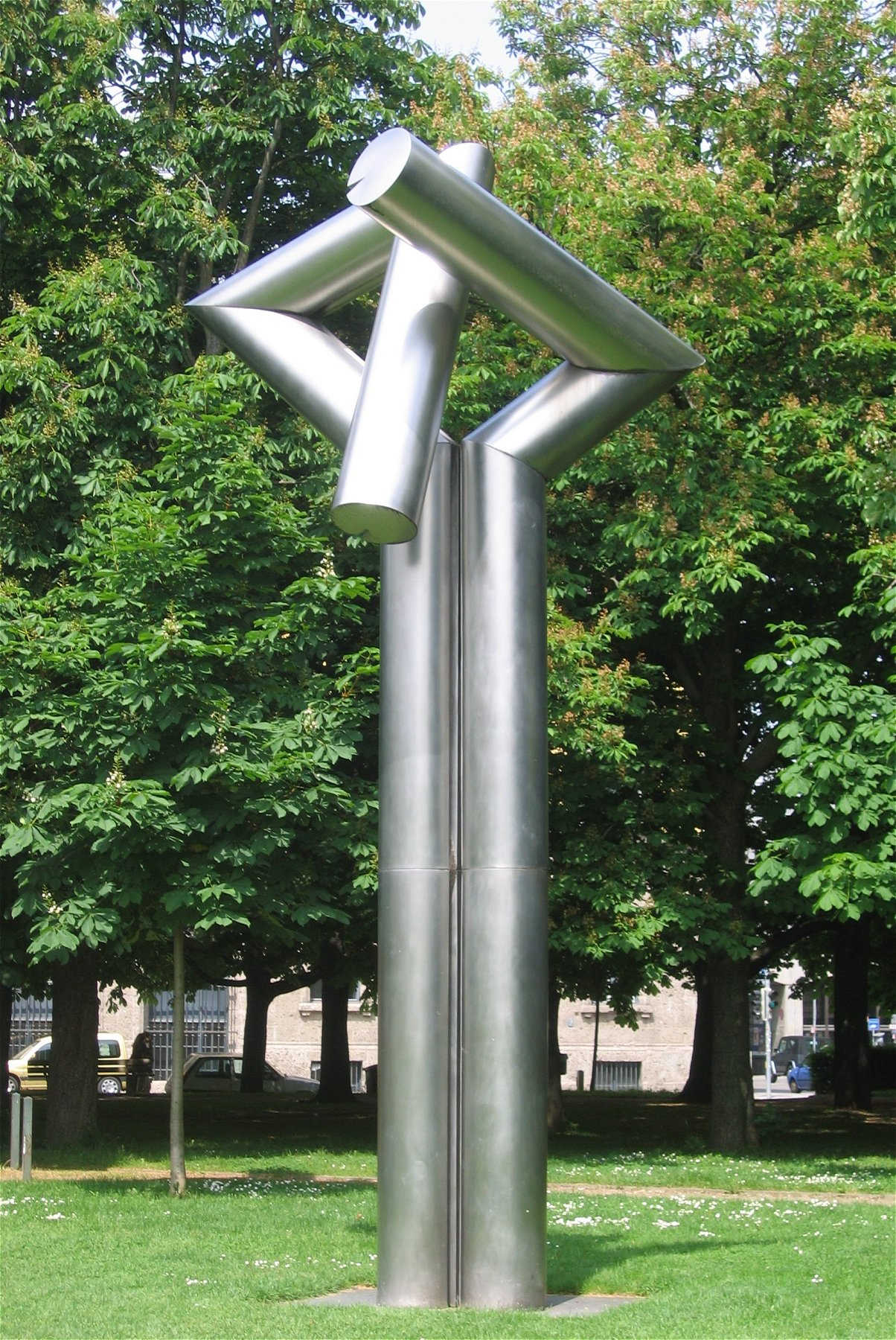
Doppelsäule 23/70, 1970, vor der Neuen Pinakothek in München

Von 1964 bis 1965 war Erich Hauser Gastdozent an der Hochschule für Bildende Künste Hamburg. Seitdem verwendete er als Motiv häufig Säulen und entdeckte die räumliche Höhe. Seit 1967 gestaltete er sie aus glatt polierten, gewölbten Metallscheiben in Form längs geteilter Röhren. 1969 gewann er den renommierten Kunstpreis der Biennale de São Paulo.
1970 wurde Erich Hauser Mitglied der Akademie der Künste in Berlin. Im selben Jahr siedelte er von Dunningen nach Rottweil um. Dort schuf er in der so genannten Saline neben seiner Werkstatt einen eigenen Skulpturenpark. Sein Mitarbeiter Gerhard Link war sein Meister in der Verarbeitung. Die 1996 gegründete Erich Hauser Kunststiftung verwaltet heute das künstlerische Erbe des Bildhauers. An mehreren offenen Sonntagen im Jahr werden die Werke Hausers, aber auch anderer Bildhauer gezeigt.
Hauser beteiligte sich auch am Aufbau des überregional bekannten Forum Kunst Rottweil. Ab den siebziger Jahren schuf er zahlreiche Arbeiten für den öffentlichen Raum, darunter Plastiken in Darmstadt, Hannover, Kiel und Kassel. 1971 wurde eine Doppelraumsäule für das Hessische Landesmuseum in Darmstadt geschaffen. 1977 übernahm Erich Hauser die Wandgestaltung der Staatsbibliothek in Berlin. Er nahm Auftragsarbeiten an, fertigte aber auch Kleinplastiken in sichel- oder diskusförmigen Scheiben auf kubischen Blöcken.
Von 1984 bis 1985 hatte Hauser eine Gastprofessur an der Hochschule für Bildende Künste Berlin inne. 1986 bekam er den Professorentitel durch das Land Baden-Württemberg verliehen.
Bemerkenswert ist seine Skulptur Stahlengel von 1987 in Hannover auf der Skulpturenmeile. Das Werk aus Edelstahl hat die Ausmaße von 12 m Höhe und 16 m Breite.

## Erich-Hauser-Preis
Von 2008 bis 2016 wurde von der Kunststiftung Erich Hauser in Rottweil der Erich-Hauser-Preis verliehen, der als Anerkennungspreis für einen Künstler aus dem engeren Kollegen- und Freundeskreis Hausers galt. Mit dem Preis sind eine Werkpräsentation in der Werkstatthalle der Kunststiftung sowie ein Katalog verbunden. Die Preisträger waren:
- 2008: Ugo Dossi: Das Salz der Erde[1]
- 2010: Richard Jackson
- 2012: Lynda Benglis
- 2014: Bill Culbert
- 2016: Gerhard Breinlinger

## Ehrungen
- 1963: Kunstpreis junger westen der Stadt Recklinghausen
- 1972: Verdienstkreuz am Bande der Bundesrepublik Deutschland[2]
- 1975: Biennale-Preis für Kleinplastik, Budapest
- 1979: Verdienstkreuz 1. Klasse des Verdienstordens der Bundesrepublik Deutschland
- 1995: Oberschwäbischer Kunstpreis
- 2000: Verdienstmedaille des Landes Baden-Württemberg
- 2000: Kulturpreis der Stadt Rottweil
- 2008: Die Erich-Hauser-Gewerbeschule in Rottweil wurde nach ihm benannt.[3]
- Ehrenbürgerschaft von Rottweil

## Ausstellungen (Auswahl)
- 1964: documenta 3 in Kassel
- 1968: documenta 4 in Kassel
- 1970: 18. Ausstellung des Deutschen Künstlerbundes in Bonn[4]
- 1977: documenta 6 in Kassel
- 2000: Ausstellung im Kunstverein Schopfheim[5]
- 2010: Erich Hauser - 80 Jahre, KunstRaum DonauNeckar in Tuttlingen[6]
- 2010: Im Dialog – Erich Hauser zum Achtzigsten, Kunsthalle Weishaupt in Ulm und Ulmer Museum[7]
- 2015/16: Erich Hauser, Museum Art Plus in Donaueschingen[8]

## Werke (Auswahl)

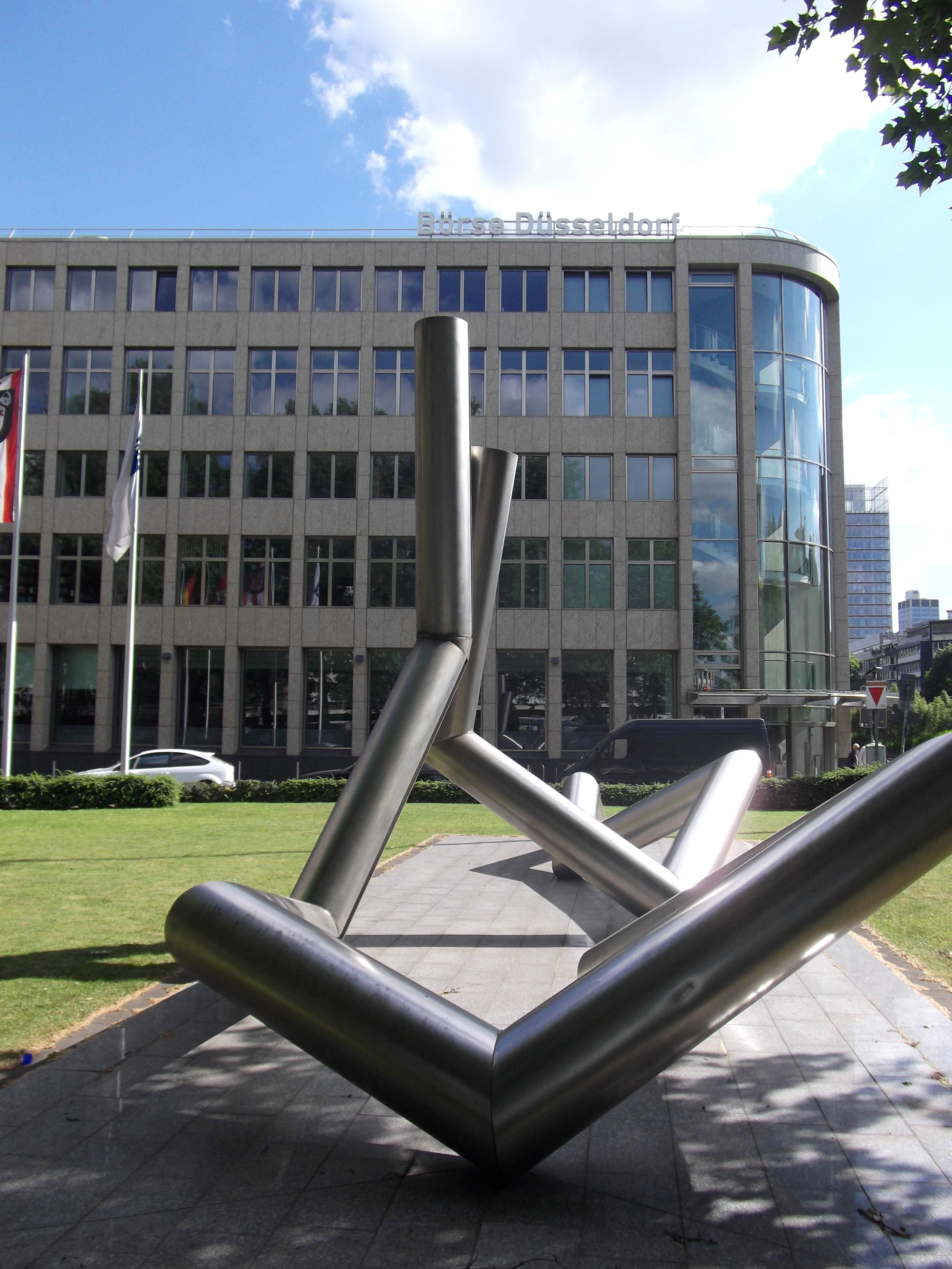
Skulptur vor der Börse Düsseldorf am Ernst-Scheider-Platz
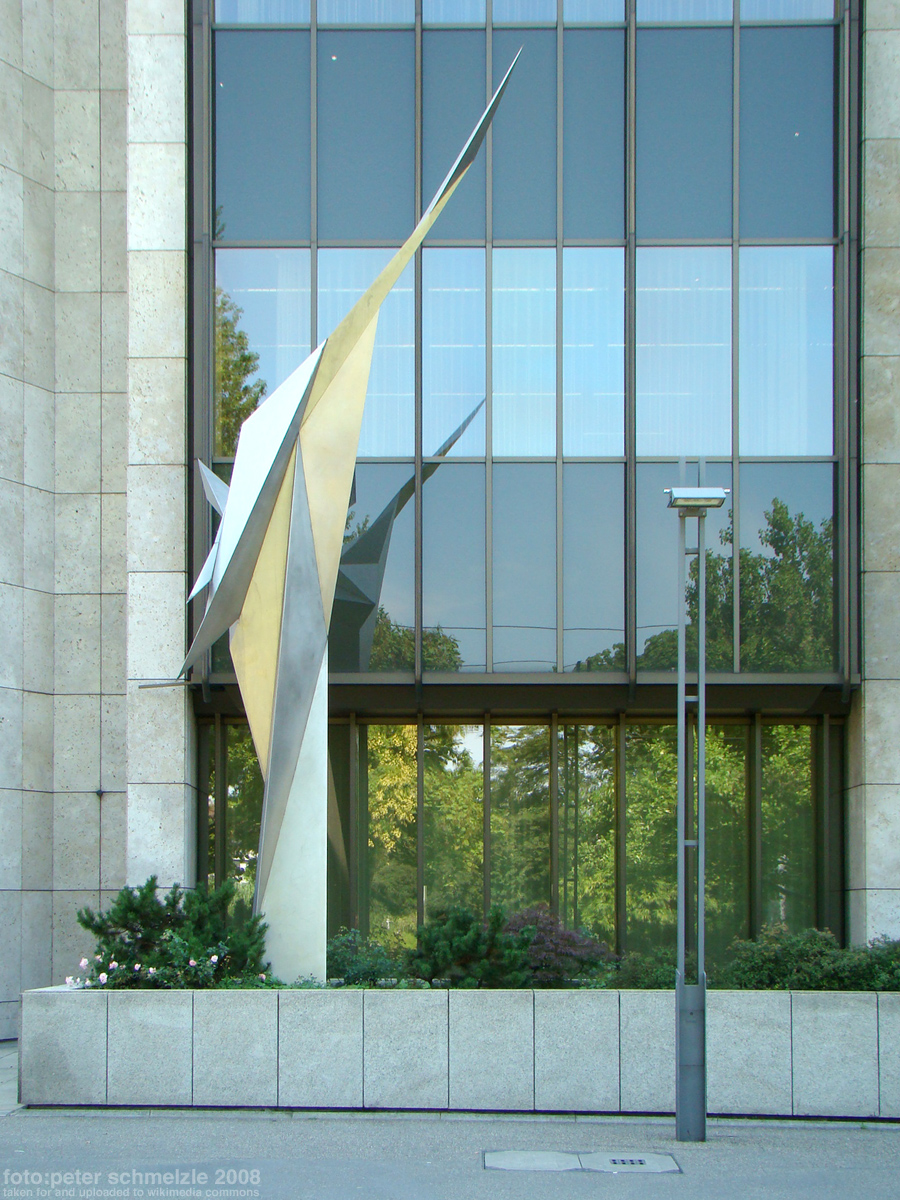
12/88 in Heilbronn
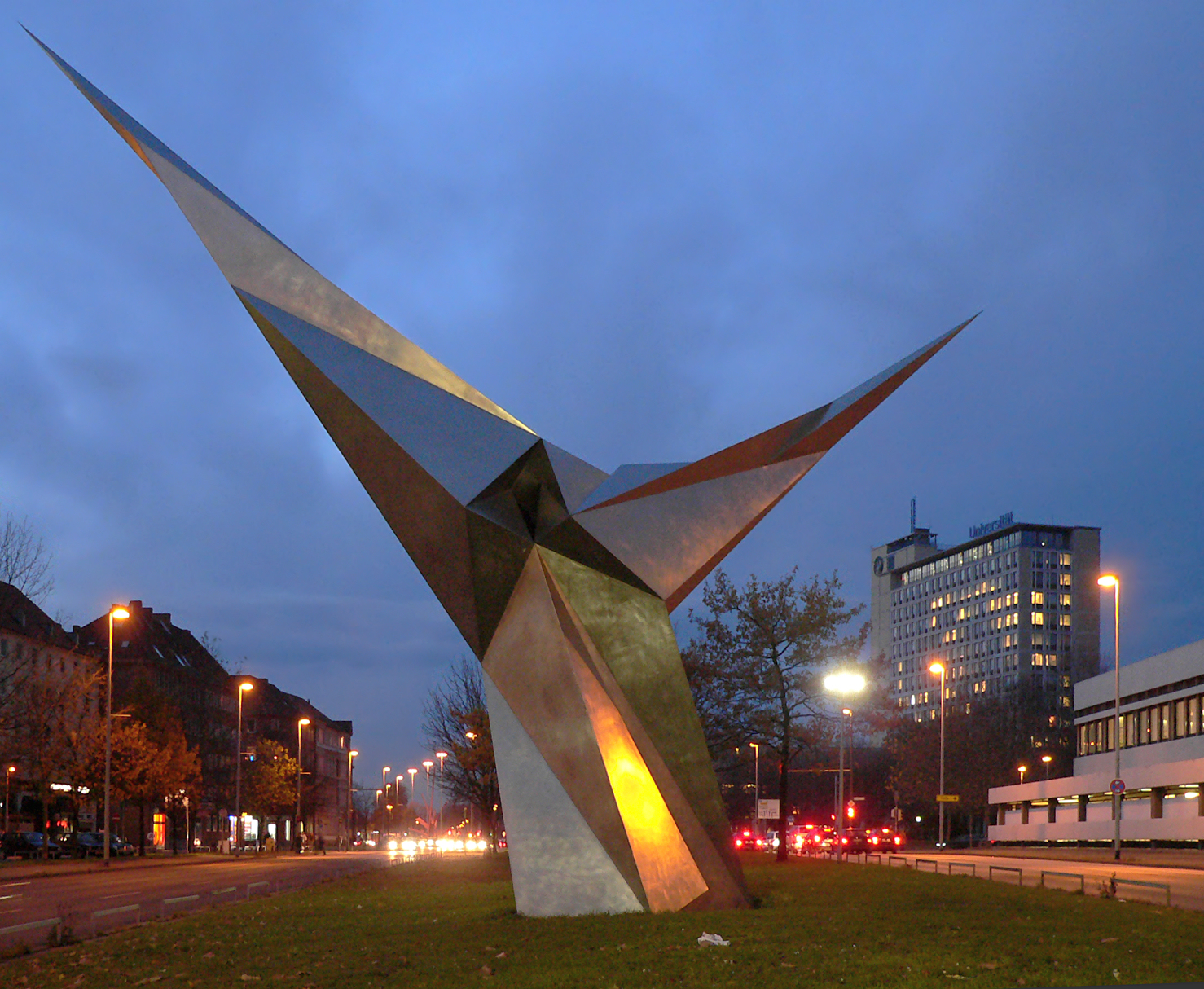
Stahlengel in Hannover
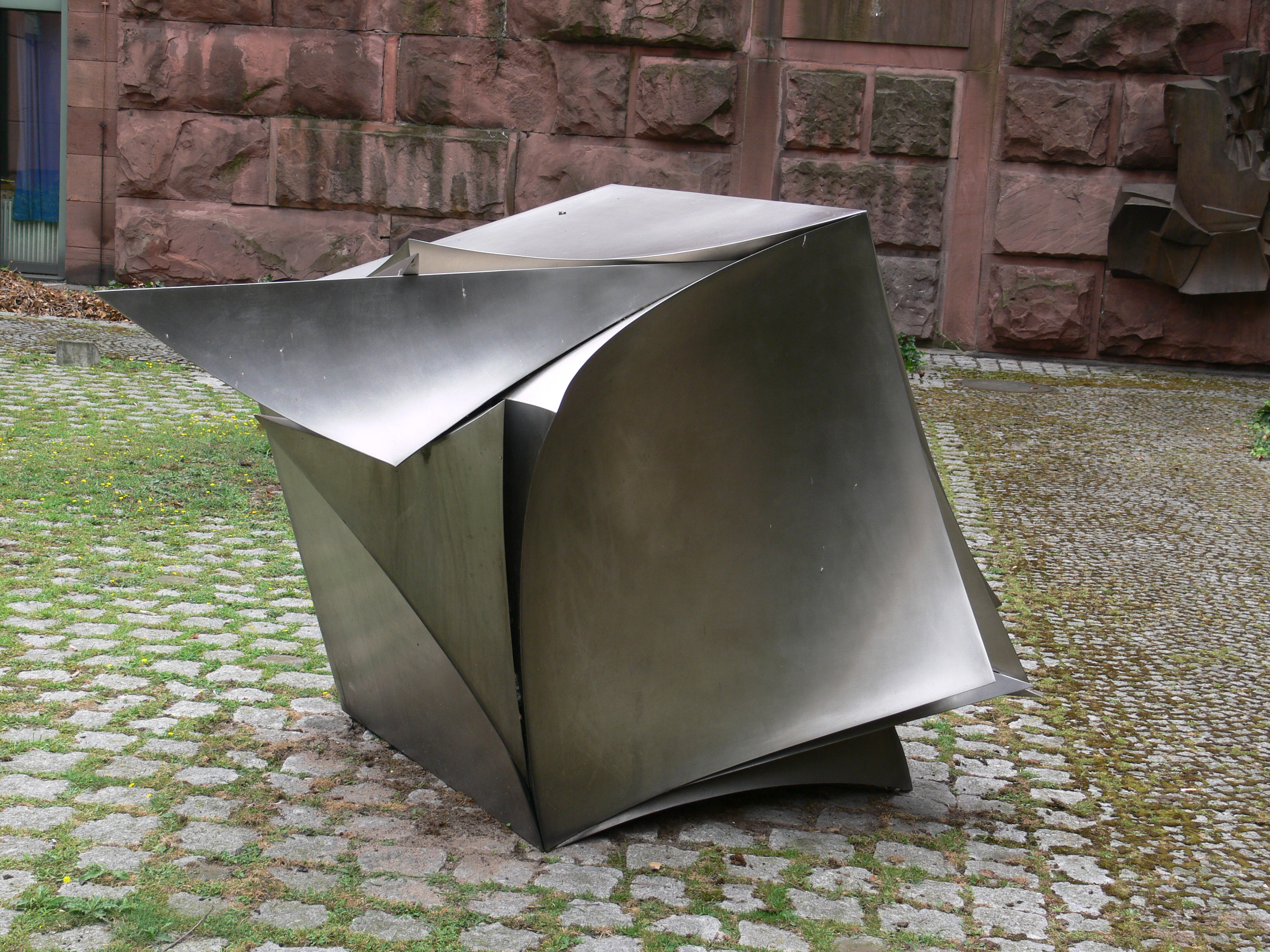
Kunsthalle Mannheim
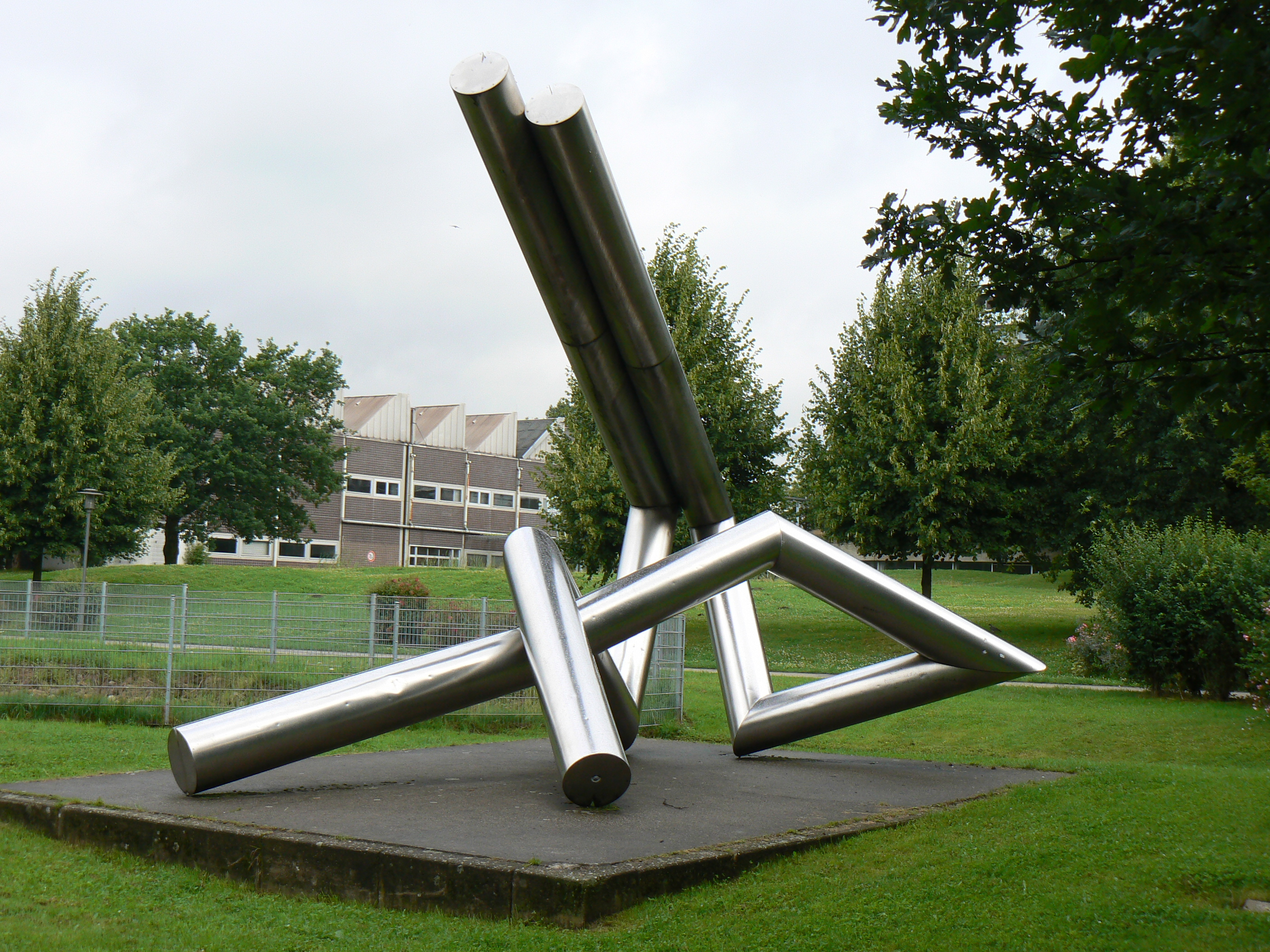
Gelsenkirchen, Raumsäulen
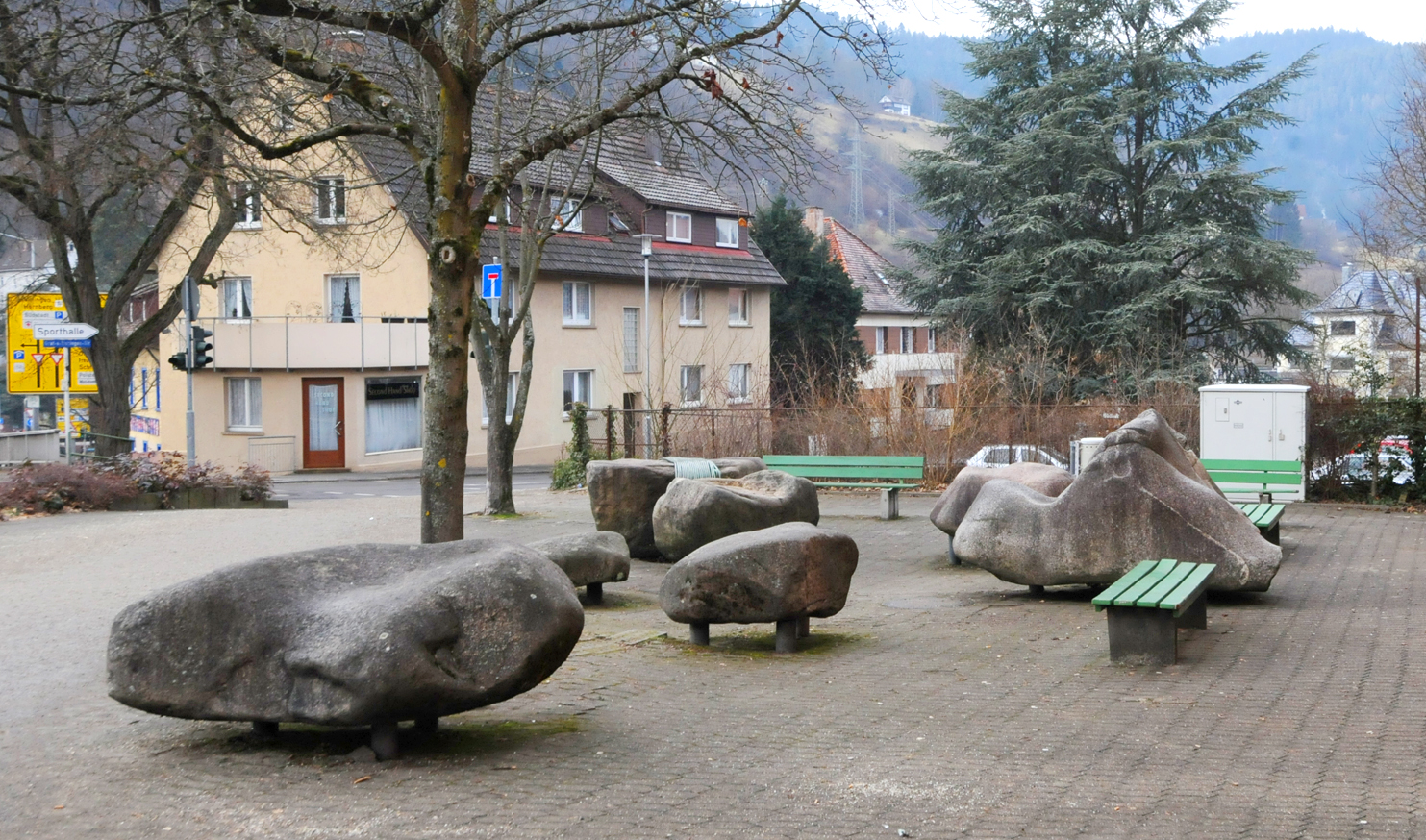
Findlingsgruppe am Friedrich-Ebert-Platz in Schramberg
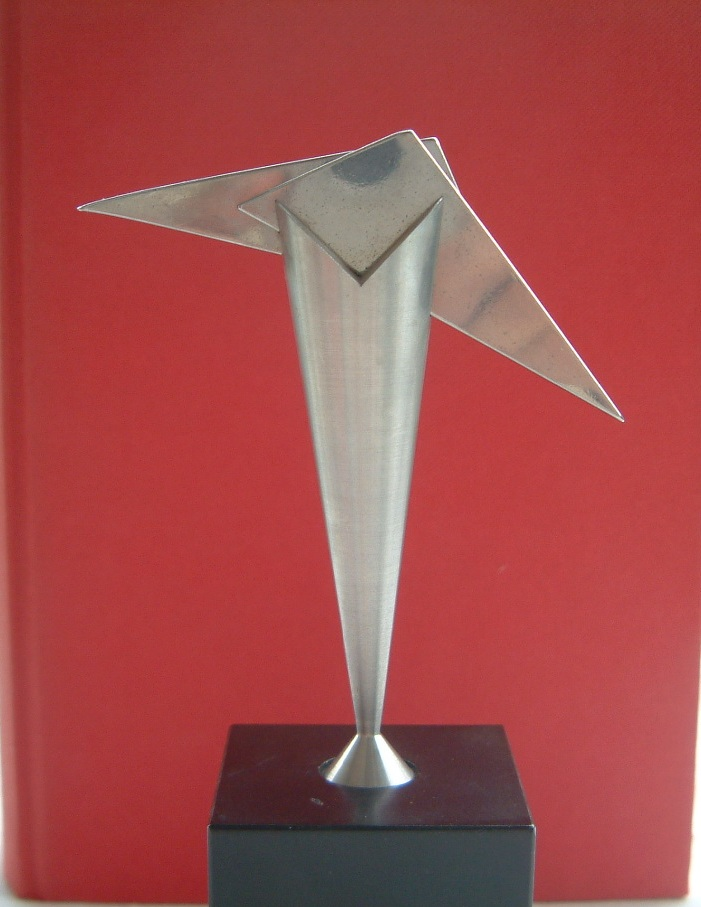
Flaschenverschluss ca. 1980